# 대니 라차
대니 라차(독일어: Danny Latza, 1989년 12월 7일 ~ )는 독일의 축구 선수로, 현재 독일 분데스리가의 FC 샬케 04에서 미드필더로 활약하고 있다.

## 경력
라차는 1995년 5세 때 지역 팀인 DJK 아르미니아 위켄도르프의 청소년 선수로 축구 경력을 시작했다. 그는 샬케 04로 이적하여 프로 경력을 시작하기 전에 3년 동안 선수로 머물렀다. 라차의 첫 번째 프로 경기는 2009년 2월 14일 VfL 보훔과의 분데스리가에서 레반 코비아슈빌리의 교체 선수로 등장했을 때였다.
라차는 2011–12 3. 리가 시즌 동안 SV 다름슈타트 98에 합류했다. 2013년 5월 22일, MSV 뒤스부르크가 라차와 계약했다고 발표되었다. 그러나 이 계약은 2. 분데스리가에만 유효했으며 도이치 푸스볼 리가가 뒤스부르크가 2013-14 2. 분데스리가 시즌에 플레이 할 수 있는 라이센스를 거부했을 때 무효화되었다. 짧은 시험 기간 후 라차는 2. 분데스리가 측 보훔과 계약했다.
2016년 12월 17일, 라차는 함부르크 SV를 상대로 홈에서 3-1 승리를 거두며 1. FSV 마인츠 05의 해트트릭인 분데스리가 첫 골을 기록했다.
2021년 3월 17일, 라차는 2021-22 시즌 무료 이적을 위해 샬케 04에 다시 합류하기로 합의했으며, 그 기간에 샬케가 승격할 경우 추가로 1년 연장되는 2년 계약을 체결했다. 그는 즉시 감독 디미트리오스 그라모지스 아래 팀의 주장으로 임명되었다.